# Solliès-Toucas
Solliès-Toucas ist eine französische Gemeinde mit 6.087 Einwohnern (Stand 1. Januar 2022) im Département Var in der Region Provence-Alpes-Côte d’Azur. Sie gehört zum Kanton Solliès-Pont im Arrondissement Toulon.

## Geographie
Solliès-Toucas liegt zwischen Solliès-Pont und Belgentier, durch den Ort fließt der Gapeau, der bei Hyères ins Mittelmeer mündet. Teile des Gemeindegebietes gehören zum Regionalen Naturpark Sainte-Baume.

## Geschichte
Solliès-Toucas war Teil der ehemaligen Gemeinde Solliès, die 1799 in die Gemeinden Solliès-Ville, Solliès-Pont, Solliès-Toucas und Solliès-Farlède aufgeteilt wurde.

## Sehenswürdigkeiten
Solliès-Toucas ist ein typisch Varoiser Ort im Gapeautal, der viele alte, aus schönen Steinen gefertigte Häuser erhalten hat. Bemerkenswert sind die überwölbten Passagen und Torbögen, die in Hinterhöfe führen.